# Bocsák Krisztina
Bocsák Krisztina (leánykori neve: Takács Krisztina) (Máramarossziget, 1964. augusztus 27. – ) erdélyi származású magyar festőművész.

## Életpályája
8 évig tanult a nagybányai festőiskola módszere szerint. 1970–1979 között zongorázni is tanult egy zeneiskolában. 1974-ben a tanárok javaslatára szülei képzőművészeti iskolába járatták. 1979-ben diplomázott festészet-rajz szakon, 1982-ben pedig grafika-szövéstan szakon. 1982-ben érettségizett a Drágos Voda Gimnáziumban. Mesterének P. Ütõ Erzsébet volt. 1990 óta Debrecenben él.
Festészetére hatással volt Tóth Rozália, Reinhardt István és Bubelényi László művészete. Művészetére nagy hatással volt a Tisza-táj és a Maros folyó vidéke. Tájképei a magyar táj hiteles ihletésében születtek.

## Kiállításai
- Marosvásárhely
- Szatmárnémeti
- Máramarossziget
- Budapest
- Debrecen
- Gödöllő
- Miskolc
- Szeged
- Zürich

## Művei
- Érintetlen Tisza-táj
- Kijáró a Tisza-tóra 1.-3.
- Tanyaudvar
- Őszi Tisza-táj
- Ladikok a Tiszánál
- Csónak-kikötő (2018)
- Ártéri fák (2019)
- Csónak az ártérben (2019)